# Mebrahtom Keflezighi
Mebrahtom Keflezighi, född den 5 maj 1975 i Asmara, Eritrea, är en amerikansk friidrottare som tävlar i långdistanslöpning och maraton.
Keflezighis familj flydde från Eritrea, via Italien till USA där han blev medborgare 1998. Han deltog vid Olympiska sommarspelen 2000 på 10 000 meter och slutade på en tolfte plats. Han deltog även vid VM 2001 och vid VM 2003 där han slutade 23:a respektive 16:e på 10 000 meter. 
Vid Olympiska sommarspelen 2004 tävlade han i maraton och slutade på en silverplats i ett berömt lopp. Vanderlei de Lima var länge i ledningen i tävlingen men vid 35 kilometersmarkeringen blev han stoppad av Cornelius Horan en f.d irländsk präst som är känd för att göra skandaler. De Lima blev efter händelsen passerad först av Stefano Baldini och sedan av Keflezighi precis innan mål. Hans medalj blev den första som en amerikansk man vunnit i maraton sedan Frank Shorter blev silvermedaljör vid OS 1976.